# Namibië op de Gemenebestspelen

Vlag van Namibië

Namibië is een van de landen die deelneemt aan de Gemenebestspelen (of Commonwealth Games). Hun eerste deelname was op de Gemenebestspelen 1994. Tot nu toe wonnen ze 24 medailles.

## Medailles
| Namibië op de Gemenebestspelen | Namibië op de Gemenebestspelen | Namibië op de Gemenebestspelen | Namibië op de Gemenebestspelen | Namibië op de Gemenebestspelen | Namibië op de Gemenebestspelen |
| ------------------------------ | ------------------------------ | ------------------------------ | ------------------------------ | ------------------------------ | ------------------------------ |
| Jaar                           | Goud                           | Zilver                         | Brons                          | Totaal                         | Rang                           |
| 1994                           | 1                              | -                              | 1                              | 2                              | 18                             |
| 1998                           | -                              | 2                              | 1                              | 3                              | 25                             |
| 2002                           | 1                              | -                              | 4                              | 5                              | 23                             |
| 2006                           | 1                              | -                              | 1                              | 2                              | 19                             |
| 2010                           | -                              | 1                              | 2                              | 3                              | 27                             |
| 2014                           | -                              | 1                              | 2                              | 3                              | 26                             |
| 2018                           | 2                              | -                              | -                              | 2                              | 19                             |
| 2022                           | -                              | -                              | 4                              | 4                              | 39                             |